# Acepromazina
Acepromazina ou acetilpromazina é um fármaco utilizado por veterinários como um tranqüilizante fenotiazínico produzindo depressão no sistema nervoso com supressão do sistema nervoso simpático. Dessa forma, age como um potente agente tranquilizante em cães e gatos.
Potencializa outras drogas analgésicas, porém não é um analgésico propriamente dito, porém estudos recentes sugerem que a acepromazina age como analgésico em gatos, principalmente no uso em protocolos de tratamento de doenças que causam cólica, ou na castração de fêmeas, tendo em vista que a analgesia descoberta nessa espécie é principalmente muscular e visceral.
Já foi comprovado que em anestesia, a tranquilização feita com acepromazina no pré-cirúrgico otimiza a ação dos medicamentos anestésicos gerais, sendo assim menor quantidade de fármacos será utilizada para os procedimentos.
Não é aconselhado em casos de disfunção hepática, pois a detoxicação dessa droga ocorre no fígado. Também não é aconselhada em casos de envenenamento por organofosforados, choque e epilepsia.
Pode não funcionar como desejado em animais extremamente agressivos.
Corre-se também o risco de uma hipotensão pela administração de acepromazina, causando colapso cardio-vascular.
O uso deste fármaco deve ser feito apenas sob supervisão de um médico veterinário, assim como a dose a ser utilizada.
A administração de dose incorreta pode levar o animal à morte, tendo em vista seu poder de depressão do sistema nervoso central.